# Acura Grand Prix van Long Beach 2022
De Acura Grand Prix van Long Beach 2022 was de derde ronde van de IndyCar Series 2022. De race werd op 10 april 2022 verreden in Long Beach, Californië op het Stratencircuit Long Beach. De race bestond uit 85 ronden.

## Inschrijvingen
W = eerdere winnaar
R = rookie
| No.   | Coureur               | Team                                    | Motor     |
| ----- | --------------------- | --------------------------------------- | --------- |
| 2     | Josef Newgarden       | Team Penske                             | Chevrolet |
| 3     | Scott McLaughlin      | Team Penske                             | Chevrolet |
| 4     | Dalton Kellett        | A. J. Foyt Enterprises                  | Chevrolet |
| 5     | Patricio O'Ward       | Arrow McLaren SP                        | Chevrolet |
| 06    | Hélio Castroneves W   | Meyer Shank Racing                      | Honda     |
| 7     | Felix Rosenqvist      | Arrow McLaren SP                        | Chevrolet |
| 8     | Marcus Ericsson       | Chip Ganassi Racing                     | Honda     |
| 9     | Scott Dixon W         | Chip Ganassi Racing                     | Honda     |
| 10    | Álex Palou            | Chip Ganassi Racing                     | Honda     |
| 11    | Tatiana Calderón R    | A. J. Foyt Enterprises                  | Chevrolet |
| 12    | Will Power W          | Team Penske                             | Chevrolet |
| 14    | Kyle Kirkwood R       | A. J. Foyt Enterprises                  | Chevrolet |
| 15    | Graham Rahal          | Rahal Letterman Lanigan Racing          | Honda     |
| 18    | David Malukas R       | Dale Coyne Racing with HMD Motorsports  | Honda     |
| 20    | Conor Daly            | Ed Carpenter Racing                     | Chevrolet |
| 21    | Rinus VeeKay          | Ed Carpenter Racing                     | Chevrolet |
| 26    | Colton Herta W        | Andretti Autosport with Curb-Agajanian  | Honda     |
| 27    | Alexander Rossi W     | Andretti Autosport                      | Honda     |
| 28    | Romain Grosjean       | Andretti Autosport                      | Honda     |
| 29    | Devlin DeFrancesco R  | Andretti Steinbrenner Autosport         | Honda     |
| 30    | Christian Lundgaard R | Rahal Letterman Lanigan Racing          | Honda     |
| 45    | Jack Harvey           | Rahal Letterman Lanigan Racing          | Honda     |
| 48    | Jimmie Johnson        | Chip Ganassi Racing                     | Honda     |
| 51    | Takuma Sato W         | Dale Coyne Racing with Rick Ware Racing | Honda     |
| 60    | Simon Pagenaud W      | Meyer Shank Racing                      | Honda     |
| 77    | Callum Ilott R        | Juncos Hollinger Racing                 | Chevrolet |
| Bron: |                       |                                         |           |

## Classificatie

### Trainingen

#### Training 1
Jimmie Johnson crashte tijdens deze training uit bocht 6 en liep daarbij een blessure aan zijn hand op.
| Pos.  | No. | Coureur           | Team               | Motor     | Tijd       |
| ----- | --- | ----------------- | ------------------ | --------- | ---------- |
| 1     | 60  | Simon Pagenaud W  | Meyer Shank Racing | Honda     | 01:07.1991 |
| 2     | 27  | Alexander Rossi W | Andretti Autosport | Honda     | 01:07.6012 |
| 3     | 3   | Scott McLaughlin  | Team Penske        | Chevrolet | 01:07.6720 |
| Bron: |     |                   |                    |           |            |

#### Training 2
| Pos.  | No. | Coureur         | Team                                   | Motor     | Tijd       |
| ----- | --- | --------------- | -------------------------------------- | --------- | ---------- |
| 1     | 28  | Romain Grosjean | Andretti Autosport                     | Honda     | 01:05.6520 |
| 2     | 26  | Colton Herta W  | Andretti Autosport with Curb-Agajanian | Honda     | 01:05.6971 |
| 3     | 12  | Will Power W    | Team Penske                            | Chevrolet | 01:05.9383 |
| Bron: |     |                 |                                        |           |            |

### Kwalificatie
| Pos.  | No. | Coureur               | Team                                    | Motor     | Tijd       | Tijd       | Tijd       | Tijd       | Grid |
| Pos.  | No. | Coureur               | Team                                    | Motor     | Ronde 1    | Ronde 1    | Ronde 2    | Ronde 3    | Grid |
| Pos.  | No. | Coureur               | Team                                    | Motor     | Groep 1    | Groep 2    | Ronde 2    | Ronde 3    | Grid |
| ----- | --- | --------------------- | --------------------------------------- | --------- | ---------- | ---------- | ---------- | ---------- | ---- |
| 1     | 26  | Colton Herta W        | Andretti Autosport with Curb-Agajanian  | Honda     | 01:05.7283 | N/A        | 01:05.4057 | 01:05.3095 | 1    |
| 2     | 2   | Josef Newgarden       | Team Penske                             | Chevrolet | N/A        | 01:06.0819 | 01:05.8194 | 01:05.7550 | 2    |
| 3     | 10  | Álex Palou            | Chip Ganassi Racing                     | Honda     | N/A        | 01:06.1452 | 01:05.7662 | 01:05.8667 | 3    |
| 4     | 7   | Felix Rosenqvist      | Arrow McLaren SP                        | Chevrolet | 01:06.1005 | N/A        | 01:05.6344 | 01:05.9349 | 4    |
| 5     | 27  | Alexander Rossi W     | Andretti Autosport                      | Honda     | 01:05.8363 | N/A        | 01:05.5775 | 01:06.0674 | 5    |
| 6     | 28  | Romain Grosjean       | Andretti Autosport                      | Honda     | N/A        | 01:05.7468 | 01:05.8744 | Geen tijd  | 6    |
| 7     | 12  | Will Power W          | Team Penske                             | Chevrolet | N/A        | 01:06.0788 | 01:05.8745 | N/A        | 7    |
| 8     | 8   | Marcus Ericsson       | Chip Ganassi Racing                     | Honda     | 01:06.5757 | N/A        | 01:05.9548 | N/A        | 8    |
| 9     | 3   | Scott McLaughlin      | Team Penske                             | Chevrolet | 01:06.1076 | N/A        | 01:06.0507 | N/A        | 9    |
| 10    | 60  | Simon Pagenaud W      | Meyer Shank Racing                      | Honda     | N/A        | 01:05.8908 | 01:06.0678 | N/A        | 10   |
| 11    | 5   | Patricio O'Ward       | Arrow McLaren SP                        | Chevrolet | N/A        | 01:06.1781 | 01:06.0726 | N/A        | 11   |
| 12    | 14  | Kyle Kirkwood R       | A. J. Foyt Enterprises                  | Chevrolet | 01:06.4676 | N/A        | 01:06.2604 | N/A        | 12   |
| 13    | 15  | Graham Rahal          | Rahal Letterman Lanigan Racing          | Honda     | 01:06.6896 | N/A        | N/A        | N/A        | 13   |
| 14    | 06  | Hélio Castroneves W   | Meyer Shank Racing                      | Honda     | N/A        | 01:06.2467 | N/A        | N/A        | 14   |
| 15    | 21  | Rinus VeeKay          | Ed Carpenter Racing                     | Chevrolet | 01:06.7049 | N/A        | N/A        | N/A        | 15   |
| 16    | 9   | Scott Dixon W         | Chip Ganassi Racing                     | Honda     | N/A        | 01:06.3241 | N/A        | N/A        | 16   |
| 17    | 29  | Devlin DeFrancesco R  | Andretti Steinbrenner Autosport         | Honda     | 01:06.7418 | N/A        | N/A        | N/A        | 23   |
| 18    | 20  | Conor Daly            | Ed Carpenter Racing                     | Chevrolet | N/A        | 01:06.4489 | N/A        | N/A        | 17   |
| 19    | 18  | David Malukas R       | Dale Coyne Racing with HMD Motorsports  | Honda     | 01:06.7925 | N/A        | N/A        | N/A        | 18   |
| 20    | 30  | Christian Lundgaard R | Rahal Letterman Lanigan Racing          | Honda     | N/A        | 01:06.5049 | N/A        | N/A        | 19   |
| 21    | 45  | Jack Harvey           | Rahal Letterman Lanigan Racing          | Honda     | 01:06.9708 | N/A        | N/A        | N/A        | 20   |
| 22    | 77  | Callum Ilott R        | Juncos Hollinger Racing                 | Chevrolet | N/A        | 01:06.6672 | N/A        | N/A        | 21   |
| 23    | 51  | Takuma Sato W         | Dale Coyne Racing with Rick Ware Racing | Honda     | 01:07.1001 | N/A        | N/A        | N/A        | 22   |
| 24    | 4   | Dalton Kellett        | A. J. Foyt Enterprises                  | Chevrolet | N/A        | 01:06.7679 | N/A        | N/A        | 24   |
| 25    | 48  | Jimmie Johnson        | Chip Ganassi Racing                     | Honda     | 01:09.0287 | N/A        | N/A        | N/A        | 25   |
| 26    | 11  | Tatiana Calderón R    | A. J. Foyt Enterprises                  | Chevrolet | N/A        | 01:07.4789 | N/A        | N/A        | 26   |
| Bron: |     |                       |                                         |           |            |            |            |            |      |

- Vetgedrukte tekst geeft de snelste tijd in de sessie aan.

### Warmup
| Pos.  | No. | Coureur         | Team                                   | Motor | Tijd       |
| ----- | --- | --------------- | -------------------------------------- | ----- | ---------- |
| 1     | 26  | Colton Herta W  | Andretti Autosport with Curb-Agajanian | Honda | 01:05.8645 |
| 2     | 9   | Scott Dixon W   | Chip Ganassi Racing                    | Honda | 01:06.1923 |
| 3     | 8   | Marcus Ericsson | Chip Ganassi Racing                    | Honda | 01:06.3934 |
| Bron: |     |                 |                                        |       |            |

### Race
| Pos.                                                                    | No. | Coureur               | Team                                    | Motor     | Rondes | Tijd          | Pit stops | Grid | Geleide ronden | Pts. |
| ----------------------------------------------------------------------- | --- | --------------------- | --------------------------------------- | --------- | ------ | ------------- | --------- | ---- | -------------- | ---- |
| 1                                                                       | 2   | Josef Newgarden       | Team Penske                             | Chevrolet | 85     | 01:46:48.0102 | 2         | 2    | 32             | 53   |
| 2                                                                       | 28  | Romain Grosjean       | Andretti Autosport                      | Honda     | 85     | +1.2869       | 2         | 6    |                | 40   |
| 3                                                                       | 10  | Álex Palou            | Chip Ganassi Racing                     | Honda     | 85     | +1.7594       | 2         | 3    | 22             | 36   |
| 4                                                                       | 12  | Will Power W          | Team Penske                             | Chevrolet | 85     | +2.9654       | 2         | 7    | 2              | 33   |
| 5                                                                       | 5   | Patricio O'Ward       | Arrow McLaren SP                        | Chevrolet | 85     | +3.7122       | 2         | 11   |                | 30   |
| 6                                                                       | 9   | Scott Dixon W         | Chip Ganassi Racing                     | Honda     | 85     | +5.0605       | 2         | 16   |                | 28   |
| 7                                                                       | 15  | Graham Rahal          | Rahal Letterman Lanigan Racing          | Honda     | 85     | +5.3931       | 2         | 13   |                | 26   |
| 8                                                                       | 27  | Alexander Rossi W     | Andretti Autosport                      | Honda     | 85     | +7.3084       | 2         | 5    |                | 24   |
| 9                                                                       | 06  | Hélio Castroneves W   | Meyer Shank Racing                      | Honda     | 85     | +8.9521       | 2         | 14   |                | 22   |
| 10                                                                      | 14  | Kyle Kirkwood R       | A. J. Foyt Enterprises                  | Chevrolet | 85     | +12.8631      | 2         | 12   |                | 20   |
| 11                                                                      | 7   | Felix Rosenqvist      | Arrow McLaren SP                        | Chevrolet | 85     | +14.2930      | 2         | 4    |                | 19   |
| 12                                                                      | 20  | Conor Daly            | Ed Carpenter Racing                     | Chevrolet | 85     | +15.2177      | 2         | 17   |                | 18   |
| 13                                                                      | 21  | Rinus VeeKay          | Ed Carpenter Racing                     | Chevrolet | 85     | +16.2460      | 3         | 15   |                | 17   |
| 14                                                                      | 3   | Scott McLaughlin      | Team Penske                             | Chevrolet | 85     | +17.9291      | 3         | 9    |                | 16   |
| 15                                                                      | 45  | Jack Harvey           | Rahal Letterman Lanigan Racing          | Honda     | 85     | +18.7807      | 2         | 20   |                | 15   |
| 16                                                                      | 11  | Tatiana Calderón R    | A. J. Foyt Enterprises                  | Chevrolet | 84     | +1 ronde      | 3         | 26   |                | 14   |
| 17                                                                      | 51  | Takuma Sato W         | Dale Coyne Racing with Rick Ware Racing | Honda     | 83     | Contact       | 2         | 22   |                | 13   |
| 18                                                                      | 30  | Christian Lundgaard R | Rahal Letterman Lanigan Racing          | Honda     | 83     | +2 rondes     | 3         | 19   |                | 12   |
| 19                                                                      | 60  | Simon Pagenaud W      | Meyer Shank Racing                      | Honda     | 81     | +4 rondes     | 3         | 10   |                | 11   |
| 20                                                                      | 48  | Jimmie Johnson        | Chip Ganassi Racing                     | Honda     | 73     | Contact       | 3         | 25   |                | 10   |
| 21                                                                      | 18  | David Malukas R       | Dale Coyne Racing with HMD Motorsports  | Honda     | 72     | Contact       | 4         | 18   |                | 9    |
| 22                                                                      | 8   | Marcus Ericsson       | Chip Ganassi Racing                     | Honda     | 66     | Contact       | 2         | 8    |                | 8    |
| 23                                                                      | 26  | Colton Herta W        | Andretti Autosport with Curb-Agajanian  | Honda     | 55     | Contact       | 1         | 1    | 28             | 9    |
| 24                                                                      | 77  | Callum Ilott R        | Juncos Hollinger Racing                 | Chevrolet | 55     | Contact       | 2         | 21   |                | 6    |
| 25                                                                      | 29  | Devlin DeFrancesco R  | Andretti Steinbrenner Autosport         | Honda     | 35     | Contact       | 2         | 23   | 1              | 6    |
| 26                                                                      | 4   | Dalton Kellett        | A. J. Foyt Enterprises                  | Chevrolet | 5      | Contact       |           | 24   |                | 5    |
| Snelste ronde: Álex Palou (Chip Ganassi Racing) – 01:07.2359 (ronde 29) |     |                       |                                         |           |        |               |           |      |                |      |
| Bron:                                                                   |     |                       |                                         |           |        |               |           |      |                |      |

## Tussenstanden kampioenschap
| Pos. | Coureur          | Punten |
| ---- | ---------------- | ------ |
| 1.   | Josef Newgarden  | 118    |
| 2.   | Scott McLaughlin | 113    |
| 3.   | Álex Palou       | 103    |
| 4.   | Will Power       | 102    |
| 5.   | Scott Dixon      | 83     |

| Pos. | Team      | Punten |
| 1.   | Chevrolet | 274    |
| 2.   | Honda     | 213    |